# Rocca di Ravaldino
La rocca di Ravaldino è una cittadella fortificata che sorge nella città di Forlì. Di origine medioevale, venne ricostruita e rafforzata nel Trecento sia dagli Ordelaffi sia da Egidio Albornoz e ampliata durante il Quattrocento, è oggi in parte destinata a sede espositiva, mentre un'ampia area ospita le carceri della città.
Il nome Ravaldino deriva dalla presenza di una fortificazione denominata Bonzanino, con tutta probabilità un rivellino (da cui la successiva evoluzione in Ravaldino), sorta di rudimentale fortilizio, che sorgeva nell'area dell'omonima porta. Tra il 1360 ed il 1371 la fortificazione fu rafforzata con l'erezione di una rocca, nucleo per la costruzione dell'attuale edificio. «A pianta quadrata, con torrioni circolari angolari e, al centro, un poderoso mastio quadrato alto 15 metri, la Rocca di Rivaldino si fa risalire al 1360, per opera del cardinale Egidio Albornoz, durante la campagna di azioni militari intraprese per riportare all'ordine quelle località che si erano staccate dalla Chiesa durante il soggiorno dei papi ad Avignone». Fu Pino III Ordelaffi che fece progettare all'architetto Giorgio Marchesi Fiorentino le fortificazioni che in buona parte sono arrivate immutate fino ai nostri giorni.
Nel 1481 fu costruita la Rocca e in seguito la Cittadella, quest'ultima su commissione del nuovo signore di Forlì, Girolamo Riario, il quale affidò i lavori allo stesso architetto. Furono aggiunti anche, sui due lati esterni della Cittadella, il rivellino di Cotogni ed il rivellino di Cesena. La struttura si presentava perciò costituita da diversi corpi separati, circondati da un complicato sistema di fossati, ponti e mura.
Nel 1496 Caterina Sforza, vedova di Riario e reggente per conto del figlio Ottaviano, fece costruire un terzo rivellino e una cittadella sulle rovine del forte trecentesco per la cui edificazione fu distrutta buona parte del Palazzo Comunale per ottenerne materiale da costruzione e strutture architettoniche già pronte.
Con l'aumento della potenza delle artiglierie e con il cambiamento delle tecniche d'assedio, la rocca perse la propria funzione di baluardo difensivo, venendo gradualmente destinato a carcere. Fra i prigionieri celebri si cita Astolfo Guiderocchi, che fu anche uno dei primi, agli inizi del XVI secolo.
Le carceri come tali vennero edificate all'interno della rocca sul finire dell'Ottocento e vengono ancora ospitate nell'edificio.
Attualmente la rocca si presenta come un'imponente architettura a pianta quadrangolare, con bassi torrioni di forma cilindrica e un tozzo mastio a base quadrata.

## Struttura
La rocca come appare oggi è dovuta alle modifiche avvenute durante il Quattrocento da Pino III Ordelaffi, che ampliò struttura trecentesca in maniera considerevole. Annessa alla rocca è una cittadella voluta da Girolamo Riario e da Caterina Sforza per poter ospitare un ampio esercito.
La cittadella è costituita da soli due torrioni posti nel lato nord-est della città, in posizione abbastanza distante dalla rocca. Durante il Quattrocento la cittadella era cinta da un profondo ed ampio fossato, di cui rimane visibile traccia, che fu asciugato e parzialmente riempito quando la fortezza perse gradualmente la sua funzione e passò ad essere adibita a carcere. Dalle fonti locali si apprende che il fossato, di solito nelle altre città tenuto asciutto per motivi igienici, a Forlì invece risultava sempre colmo di acqua, probabilmente a causa delle infiltrazioni del sottosuolo.

### Il mastio

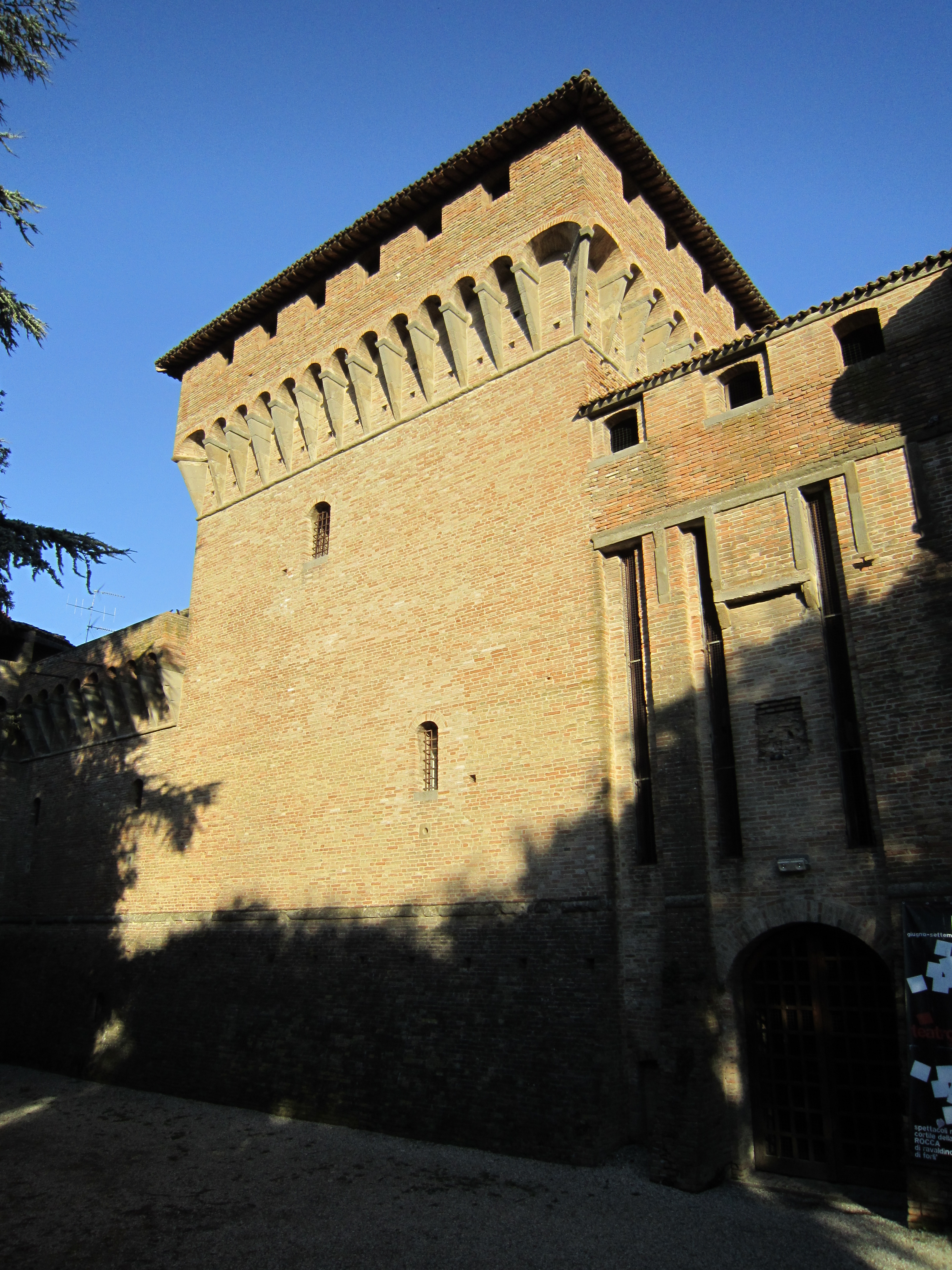
Il mastio

Il mastio è di sezione quadrata, suddiviso in tre piani più un sotterraneo che veniva adibito a magazzino e, mediante una piccola porta, permetteva l'accesso ad un altro magazzino sotterraneo sottostante il Palatium.
Il mastio aveva un unico accesso tramite una scala a chiocciola che si svolgeva attraverso tutti i piani collegandoli. La circolazione dell'aria era permessa da un passaluce situato nell'androne adiacente al mastio. I sotterranei sono oggi in buona parte colmi d'acqua. Tale doveva essere un problema frequente anche nel Quattrocento se Cobelli riferisce che il sotterraneo era invaso da infiltrazioni.

## Storia
Le attestazioni dell'esistenza di una rocca nella città di Forlì compaiono a partire dalla metà del Duecento e per tutto il Trecento rimangono sporadiche e non forniscono molte informazioni. Maggiori notizie si hanno a partire dal Quattrocento quando i più potenti signori di Forlì, per rendere maggiormente sicuro il loro dominio, si dedicano ad un progressivo miglioramento del fortilizio.

### La rocca trecentesca
Sulla rocca trecentesca di Ravaldino in realtà non si conosce molto e ciò che è arrivato fino ai nostri giorni è giunto in maniera frammentaria.
La notizia più antica di una fortificazione cittadina risale al 1253, da un documento conservato nel Libro Biscia, e tratta di una fortezza, di cui si è persa qualsiasi traccia nonché il ricordo, sita nel Borgo Bonzanino. Tale fortificazione, più che un castello o una rocca probabilmente era un palazzo fortificato, presidiava un borgo chiamato Bonzanino (borgo di cui non è rimasto più traccia nel futuro della città). Tale fortezza era circondata da un fossato a sua volta collegato con il fossato che cingeva la città. Il borgo Bonzanino sorgeva la di fuori della mura ed era il proseguimento al di là della cerchia muraria di Borgo Merloni.
Da un documento dell'8 agosto 1332, si hanno le prime notizie dell'edificazione di una rocca: il comune di Bagnacavallo versa nelle casse forlivesi denaro per finanziare l'edificazione di una rocca. Nel 1371 Anglico de Grimoard, nella sua Descriptio provinciæ Romandiolæ, descrive l'esistenza di due rocche in Forlì che il cardinale decise di ristrutturare, rinforzare e migliorare esteticamente. Di una di queste due, il cardinale fornisce una sommaria descrizione della sua collocazioe: Roccha Ravaldini, posita a parte superiori versus montes, in qua moratur unis castellanus cum XV famulis. La rocca è nella parte della città rivolta verso le colline e vi dimora il castellano con 15 famiglie. Ciò ci fornisce indirettamente un'indicazione della grandezza della rocca. dato il presidio all'interno della rocca se ne può ipotizzare una fortificazione di media grandezza.
Altre notizie relative alla rocca sono solo del Quattrocento, e ci vengono fornite da Giovanni di Mastro Pedrino, storico della città. Al tempo della descrizione di Pedrino, il 1423, la rocca è ancora quella nelle forme trecentesche e non ha subito importanti modificazioni. La rocca è alquando scoçada (rovinata) ed inoltre, essendo priva di armamenti, non è difendibile e viene, per diverse ragioni, presa d'assalto dalla popolazione e demolita in diversi punti. Nei casi di sommossa, o durante un cambio di potere i castellani, in nome del loro signore o di chi li aveva investiti del potere, tentavano di resister all'assedio cercando di tenere il controllo della città.
Ciò fa supporre che la rocca trecentesca fosse forse ben diversa da quella quattrocentesca, munita di forti mura e di armamenti.
Resti della rocca trecentesca possono essere individuati ancora oggi nel giardino che circonda la rocca attuale. In seguito alle modifiche volute da Caterina Sforza, la parte trecentesca è stata demolita ma rimangono avanzi di una torre che risalgono al periodo precedente a quello della signora di Forlì.

### La rocca quattrocentesca

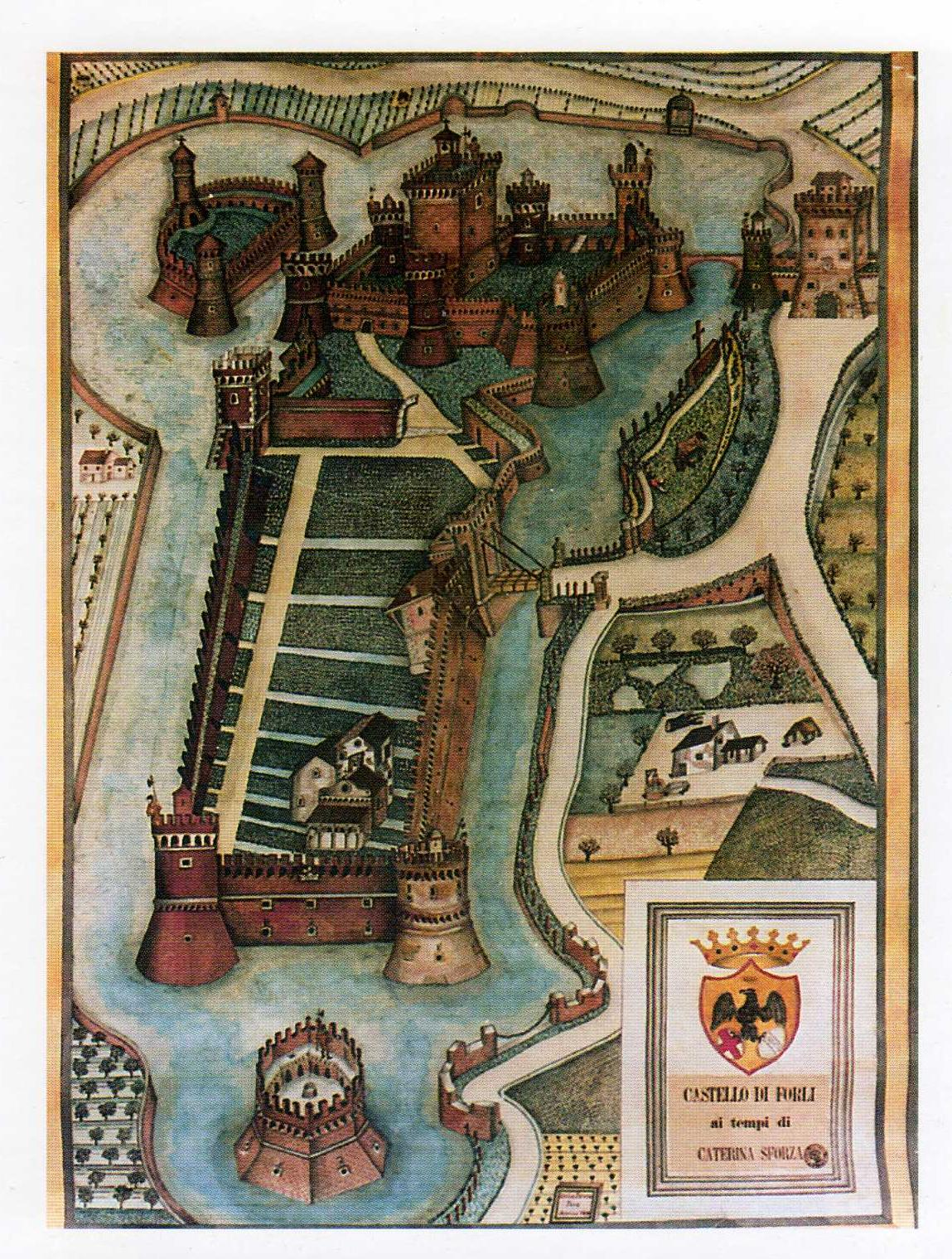
La rocca e la cittadella come apparivano a cavallo ta '400 e '500 secondo una riproduzione di inizio '800

Fino ai primi decenni del Quattrocento la rocca è sostanzialmente, a parte poche modifiche, quella del XIV secolo. Saranno i nuovi e più potenti signori di Forlì a decidere il suo ingrandimento.
Sarà Pino III Ordelaffi  a deciderne il suo ampliamento nelle forme che è possibile vedere attualmente. Caterina Sforza non farà altro che apporre minori modifiche  mentre aggiungerà alla rocca la cittadella fortificata. I lavori per l'ampliamento vengono affidati a Mastro Giorgio Fiorentino, ricordato anche come Mastro Giorgio Marchesi di Settignano, un architetto che, con i figli, spesso lavorò per gli Sforza e furono attivi nella progettazione di fortezze.
I lavori prendono avvio il 10 giugno 1471 mentre il cantiere, dopo la cacciata degli Ordelaffi, passa sotto il controllo di Riario il 14 giugno 1481. La fabbrica della rocca rimane attiva fino al 1483, anno in cui Riario pose la sua prima guarnigione di guardia all'interno della fortezza.

## Galleria d'immagini

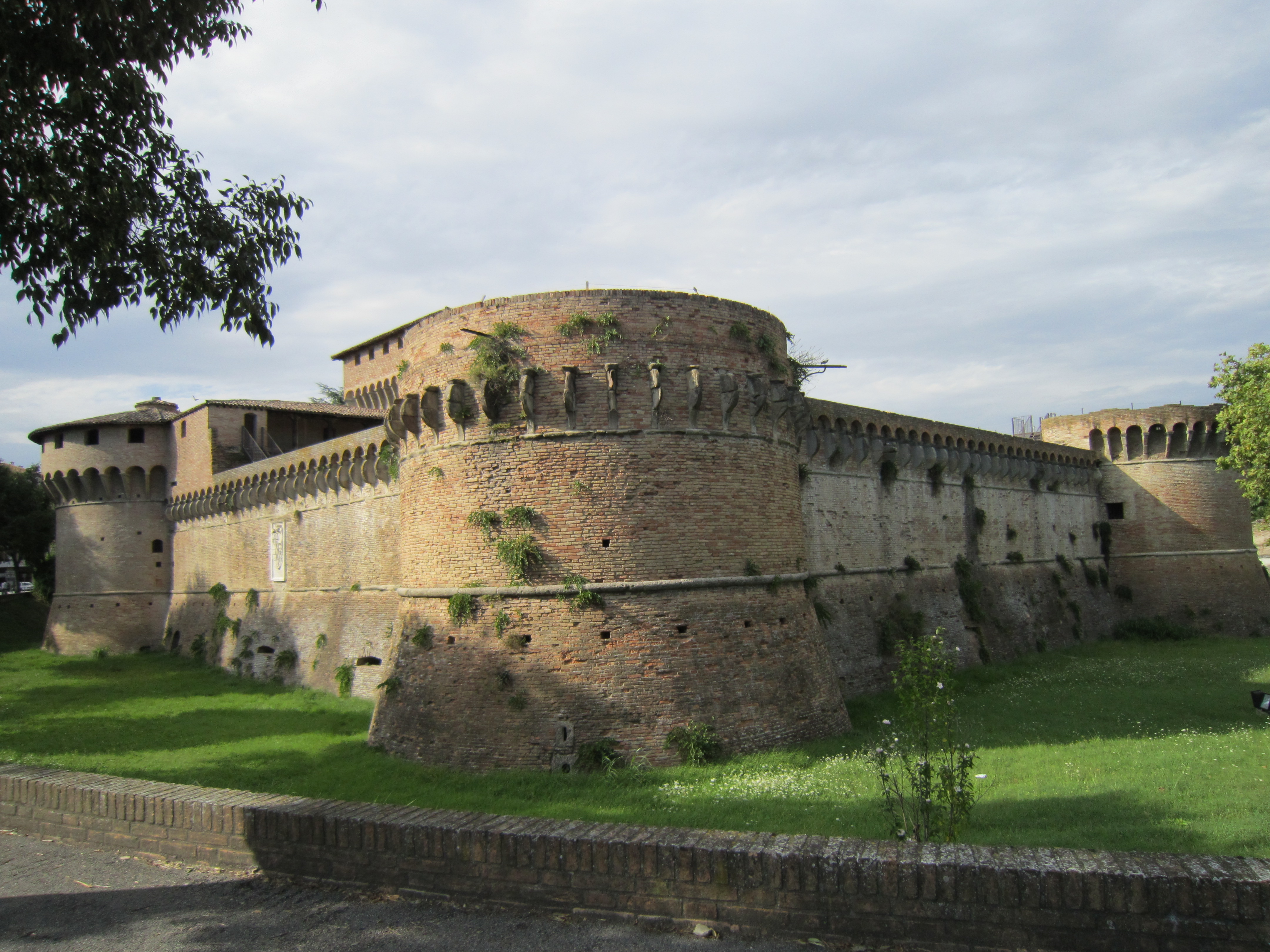
La rocca